# 扎沃茨凱 (利維夫州)
50°3′19″N 24°40′43″E / 50.05528°N 24.67861°E

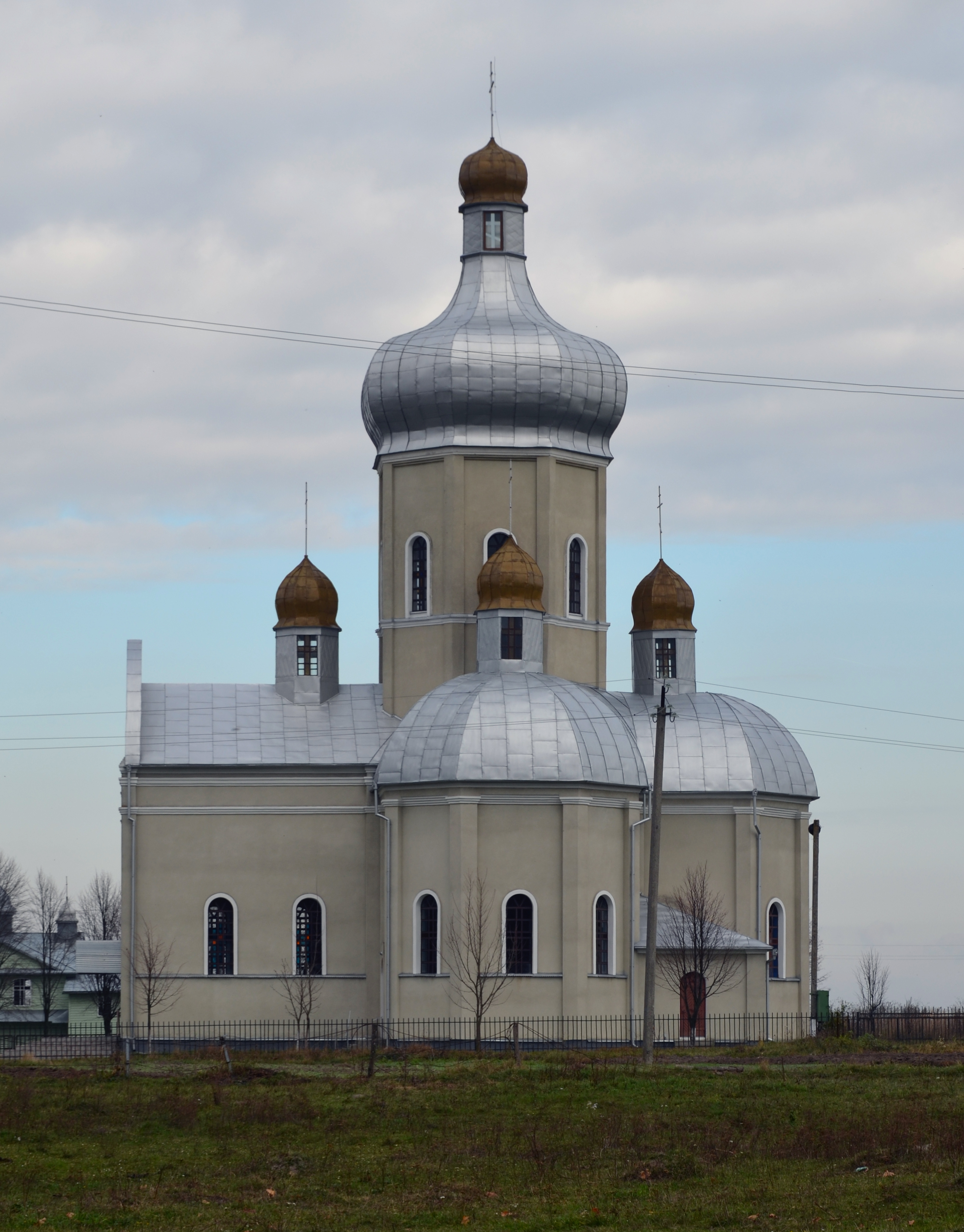
扎沃茨凯的圣安德鲁教堂

扎沃茨凯（羅馬化：Zavodske）是烏克蘭西部利沃夫州佐洛奇夫區布斯克市镇内的村落。面積1.99平方公里，海拔高度229米，2001年人口1,074，人口密度每平方公里539.7人。